# Lucifuga simile
Lucifuga simile là một loài cá thuộc họ Bythitidae. Nó là loài đặc hữu của Cuba. It là một demersal species that can be được tìm thấy ở freshwater và brackish water. It can reach a length of 8.8 centimeters.